# Eumelanin

–(COOH) bedeutet, dass diese Stellen sowohl –H als auch –COOH oder andere Reste sein können.
Der Pfeil deutet an, dass an dieser Stelle ein anderer Rest angehängt werden kann.

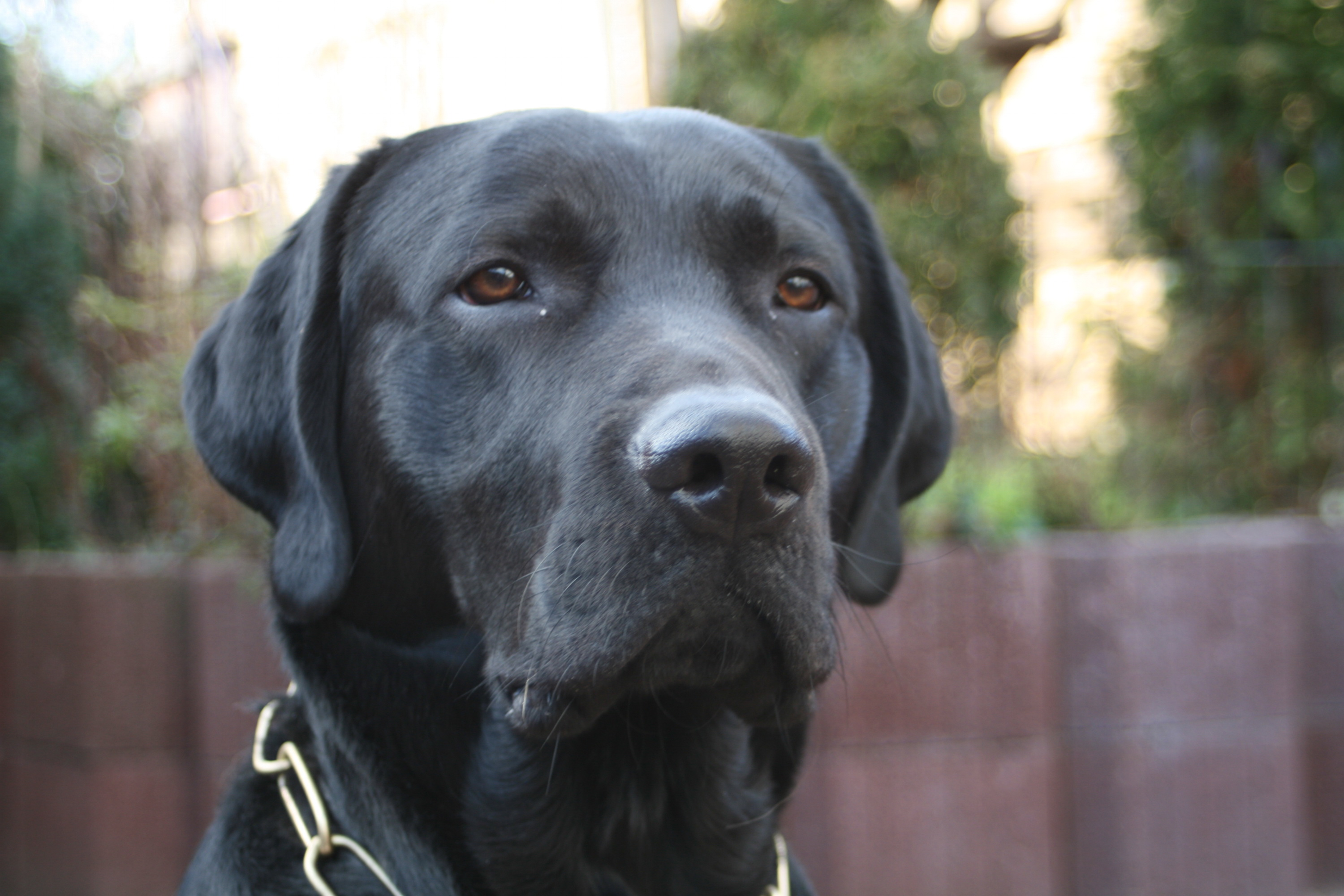
In der Genkombination mit dem dominanten Fellfarbengen B bildet sich schwarzes Eumelanin.

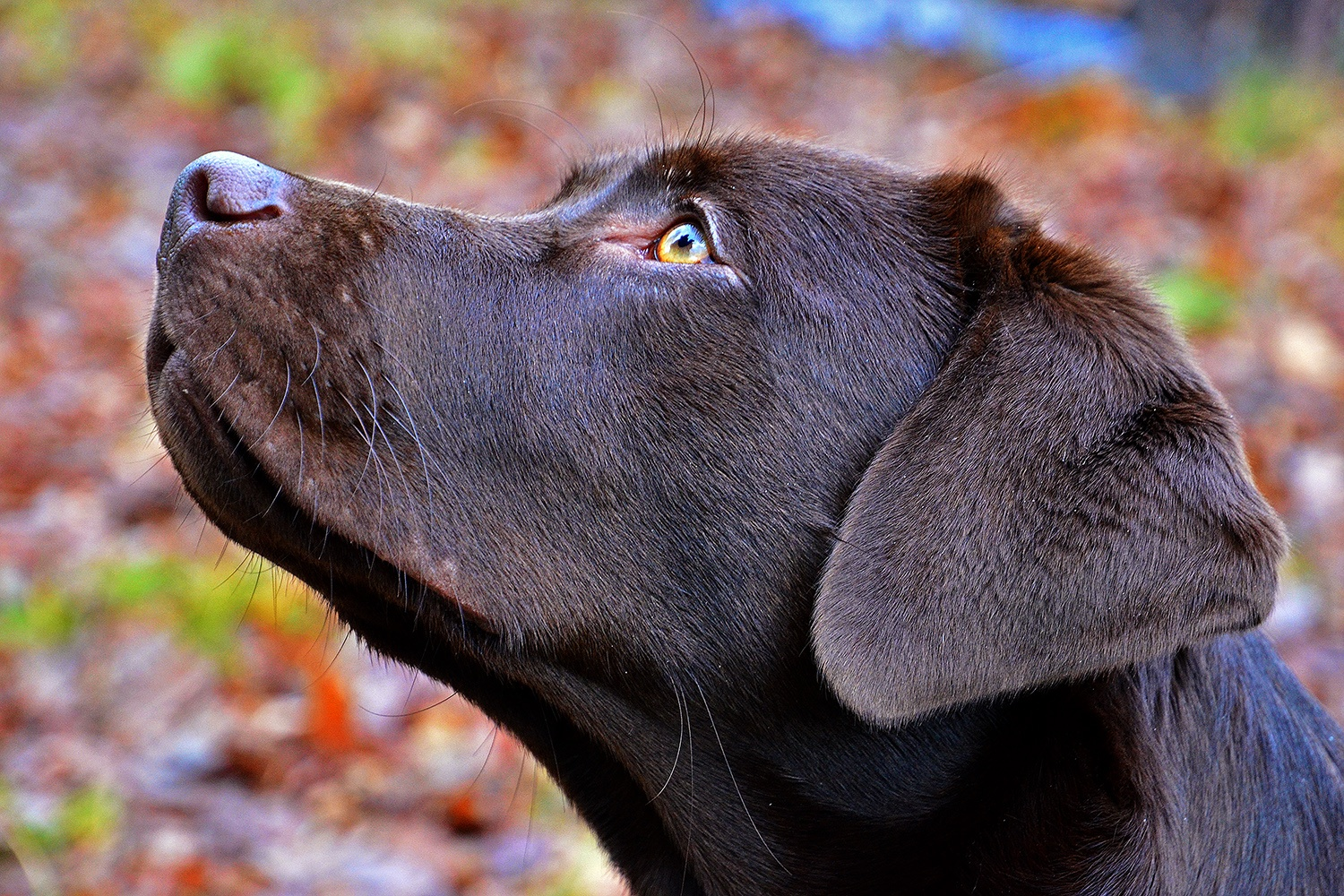
In der Genkombination mit dem rezessiven Fellfarbengen b bildet sich bei homozygotem Vorliegen, Genotyp bb schokoladenbraunes Eumelanin. Für beide Ausprägungen des Eumelanins muss auf dem Extension-Locus das Allel E mindestens einmal vorhanden sein.

Das Eumelanin ist ein Pigment, das zusammen mit einer zweiten Pigmentart, dem Phäomelanin, die Haar- und Hautfarbe bestimmt. Die Pigmente werden auch Melanine genannt. Eumelanin dominiert in braunem und schwarzem Haar, während der zweite Melanintyp, das Phäomelanin, als Rot-Pigment für hellblonde, blonde und rote Haare verantwortlich ist. Graue Haare entstehen, wenn mit zunehmendem Alter die Produktion von Melanin nachlässt. Das Melanin wird dann zunehmend durch Einlagerung von Luftbläschen in den Haarschaft ersetzt. Die Haare erscheinen grau bis weiß.
Sind die Haare ergraut, lassen sich entweder die herkömmlichen Färbemittel zur Tönung oder Färbung einsetzen oder aber die Repigmentierung durch Einsatz von Farbstoffen, die erst allmählich durch den natürlichen Luftsauerstoff aktiviert werden und anstelle des fehlenden Melanins für eine stufenweise Repigmentierung der Haare sorgen.

## Biosynthese
Tyrosin wird biosynthetisch im ersten Schritt mit Tyrosinase zu DOPA und anschließend zu Dopachinon umgesetzt. Das Dopachinon wird im nächsten Umsetzungsschritt des Stoffwechselwegs zu 5,6-Indolchinon weiterverarbeitet, welches danach zu Eumelanin polymerisiert wird. Wenn durch genetisch bedingtes Fehlen eines Enzyms beispielsweise wegen homozygoten Vorliegens des Allels e auf dem Extension-Locus der Umsetzungsschritt vom Dopachinon zum 5,6-Indolchinon nicht stattfinden kann, wird ausschließlich Phäomelanin gebildet. 

Biosynthese von Eumelanin und Phäomelanin